# Fabian Brand
Fabian Brand (* 1991 in Lichtenfels) ist ein deutscher römisch-katholischer Theologe und Publizist. Sein wissenschaftlicher Fokus liegt in der systematischen Theologie und Liturgie.

## Leben
Brand begann 2012 nach dem Abitur am Meranier-Gymnasium in Lichtenfels ein Studium der Katholischen Theologie an der Julius-Maximilians-Universität Würzburg. Im Jahr 2021 promovierte Brand an der Katholisch-Theologischen Fakultät der Universität Würzburg zum Dr. theol. Seine Dissertation trägt den Titel Gottes Lebensraum und die Lebensräume der Menschen, Impulse für eine topologische Theologie. Brand wurde an der Katholisch-Theologischen Fakultät der Ruhr-Universität Bochum habilitiert und erhielt die Lehrbefugnis für die Fächer Dogmatik und Dogmengeschichte. Seine Habilitationsschrift setzt sich mit der Entwicklung des Priesteramts auseinander und beschäftigt sich mit der Entstehung des Dekrets Presbyterorum ordinis auf dem Zweiten Vatikanischen Konzil. Als Privatdozent ist er am Lehrstuhl für Dogmatik und Dogmengeschichte der Ruhr-Universität Bochum tätig.
Als Publizist beschäftigt er sich mit heimatkundlichen Themen aus seiner Heimat am Obermain und ist aktives Mitglied im Colloquium Historicum Wirsbergense (CHW). Er ist Mitglied im Verband Bayerischer Krippenfreunde e.V. und seit 2024 Schriftleiter des „Bayerischen Krippenfreundes“.
Seit November 2023 ist er Redakteur bei der Herder Korrespondenz.

## Veröffentlichungen (in Auswahl)
- Gottes Lebensraum und die Lebensräume der Menschen : Impulse für eine topologische Theologie (= Jerusalemer theologisches Forum. Band 40). Aschendorff, Münster 2021, ISBN 978-3-402-11069-0.
- Mache dich auf und werde Licht : neue Texte und Impulse für Advent und Weihnachten. Herder, Freiburg / Basel / Wien 2021, ISBN 978-3-451-03999-7.
- Theologische Fragen : 55 Antworten zum katholischen Glauben / Fabian Brand. Brill, Schöningh, Paderborn 2022, ISBN 978-3-8252-5768-2.
- Werktagsgottesdienste in der Fastenzeit : Einführungen – Predigtimpulse – Fürbitten – Meditationen. Schwabenverlag, Ostfildern 2022, ISBN 978-3-7966-1851-2.
- Priester in Geschichte und Gegenwart. Die Genese von „Presbyterorum ordinis“ und das presbyterale Amt als Verkörperung der Ekklesiologie. Herder, Freiburg 2025, ISBN 978-3-451-02516-7.